# (7559) Kirstinemeyer
(7559) Kirstinemeyer est un astéroïde de la ceinture principale, nommé en l'honneur de Kirstine Meyer.

## Description
(7559) Kirstinemeyer est un astéroïde de la ceinture principale. Il fut découvert le 14 novembre 1985 à Brorfelde par Poul Jensen. Il présente une orbite caractérisée par un demi-grand axe de 2,41 UA, une excentricité de 0,24 et une inclinaison de 8,4° par rapport à l'écliptique. Il est nommé en l'honneur de la physicienne danoise Kirstine Meyer.

## Compléments